# 더글러스 DC-7

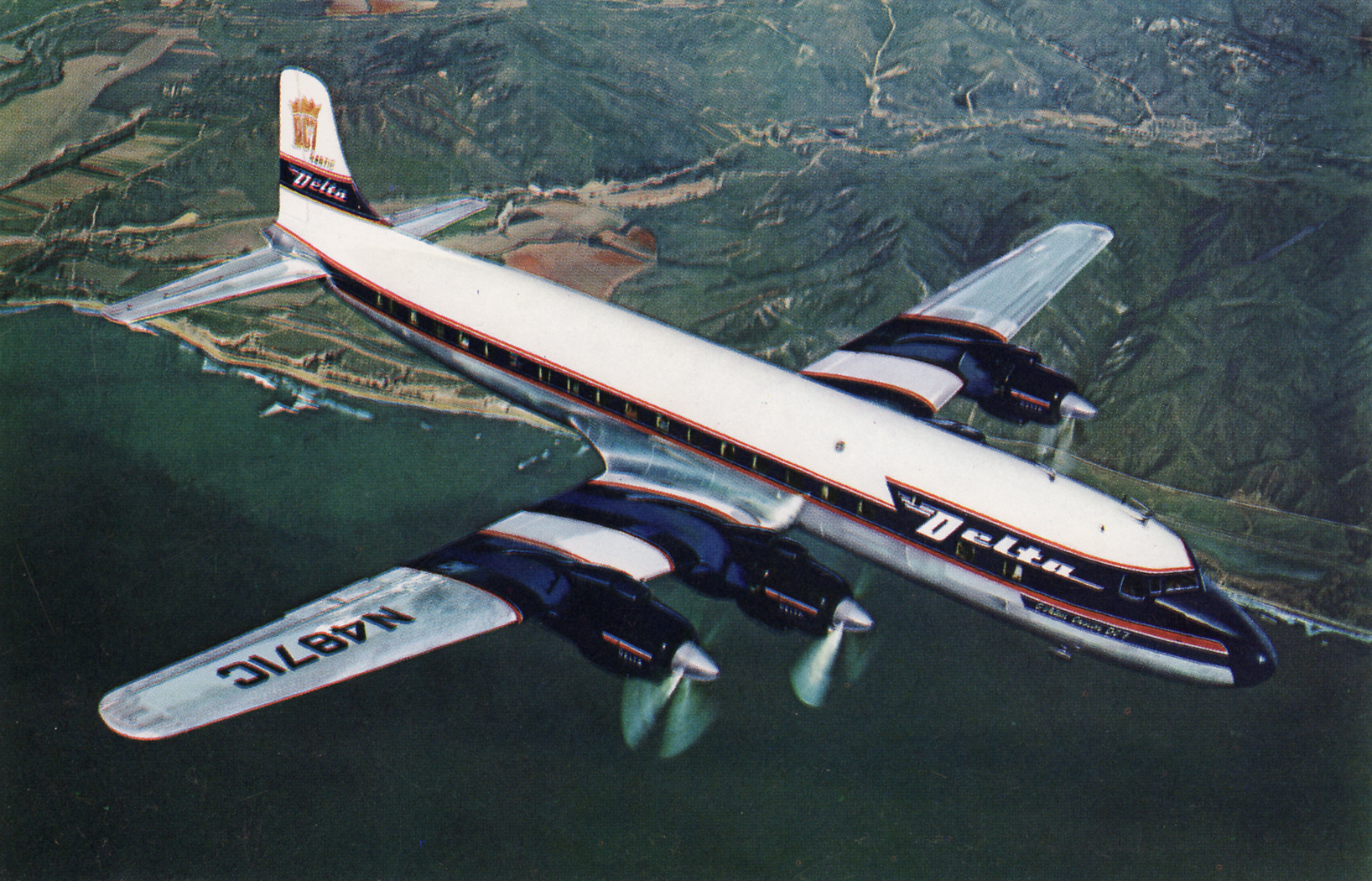
델타 항공의 더글러스 DC-7

더글러스 DC-7은 미국의 맥도널 더글러스사가 개발한 4발 프로펠러 여객기이며 더글러스 DC-6의 성능을 보완하는 항공기이다. 이 항공기의 애칭은 세븐시즈이고 1953년 8월에 처음 비행하였다.

## 제원
- 엔진: 4기
- 폭: 35.5m
- 길이: 32.2m
- 높이: 8.7m
- 최대 이륙중량: 48,500kg
- 출력: 3,200hp/2,900rpm
- 최대 속도: 657km
- 항속 거리: 7,450km(DC-7A), 9,070km(DC-7C)
- 생산 대수: 338기

## 주요 고객
- 일본항공
- 델타 항공
- 팬아메리칸 월드 항공
- 스칸디나비아 항공
- 알리탈리아 항공
- 영국해외항공
- 스위스 항공
- 아메리칸 항공
- 노스웨스트 항공
- 브래니프 국제항공

## 같이 보기
- 더글러스 DC-4
- 더글러스 DC-6
- 보잉 377 스트라토크루저
- 록히드 L-1049 슈퍼컨스텔레이션